# Jesús Álvarez Aguado
Jesús Álvarez Aguado (Zaragoza, 17 de noviembre de 1999), más conocido como Jesús Álvarez, es un futbolista español. Juega como centrocampista y su equipo es el S.D. Huesca de la Segunda División.

## Trayectoria deportiva
Natural de Zaragoza es un futbolista formado en las categorías inferiores del Real Zaragoza. Tras debutar en 2017 en las filas del [RZ Deportivo Aragón]], donde jugó durante tres temporadas.
En la temporada 2020-21 pasa a las filas del CD Calahorra, club donde juega durante dos temporadas.
En la temporada 2022-23, firma por la Cultural y Deportiva Leonesa de la Primera Federación.
El 7 de julio de 2023, firma por la U. D. Ibiza de la Primera Federación.
El 1 de julio de 2025, pasa a formar parte de la plantilla de la S.D. Hueca de la Segunda División.

## Clubes
| Club                         | País   | Año       |
| ---------------------------- | ------ | --------- |
| RZ Deportivo Aragón          | España | 2017-2020 |
| CD Calahorra                 | España | 2020-2022 |
| Cultural y Deportiva Leonesa | España | 2022-2023 |
| U. D. Ibiza                  | España | 2023-2025 |
| S.D. Huesca                  | España | 2025-Act. |